# 제시의 쇼!터뷰

## 1. 개요
《제시의 쇼!터뷰》는 2020년 6월 4일부터 2022년 4월 29일까지 매주 목요일 6시 30분에 방영된 SBS의 웹콘텐츠 채널인 모비딕의 웹예능이다. 제시가 데뷔 후 처음으로 단독 MC를 맡은 프로그램이다.

## 2.진행방식
제시가 SBS 아나운서 조정식과 함께 게스트와 인터뷰를 진행하는 토크쇼 방식의 프로그램이다.
예측불허 제시의 힙한 돌직구와 거침없는 발언으로 게스트들과의 케미가 돋보인다.

## 3. MC
제시
제시(Jessi, 호현주)는 대한민국에서 활동하고 있는 가수이자 래퍼이다.
2005년 업타운 싱글 앨범 [Get Up]으로 데뷔하였으며 《눈누난나》, 《어떤X》, 《Zoom》등 많은 앨범을 발매하며 많은 사랑을 받았다.
2015년 《언프리티랩스타》를 시작으로 《마이 리틀 텔레비전》, 《진짜 사나이》, 《언니들의 슬램덩크》, 《나 혼자 산다》, 《런닝맨》, 《놀면 뭐하니?》, 《식스센스》, 《스트릿 우먼 파이터》등 20개가 넘는 예능 프로그램에 출연하였다. 수상내역으로는 2016 스타일 아이콘 아시아 2016: 어썸 스웨거 상, 2016 제10회 케이블TV 방송대상 케이블TV 음악PD가 선정한 최고 가수 상, 2020 엠넷 아시안 뮤직 어워즈 페이보릿 댄스 퍼포먼스 여자 솔로상, 2020 더팩트 뮤직 어워즈 베스트 퍼포머상, 2021 제35회 골든디스크어워즈 베스트 솔로 아티스트상, 2021 제30회 서울가요대상 R&B 힙합상이 있다.
현재 특유의 유머를 겸비한 거침없는 발언과 행동으로 많은 인기를 얻으며 활발한 연예계 활동을 이어나가고 있다.

## 4. 에피소드
| EP       | 방영일      | 제목                                                                                       | 게스트             |
| -------- | ----------- | ------------------------------------------------------------------------------------------ | ------------------ |
| 프롤로그 | 2020.06.04. | 이런 제시 발랄함 실화? This is 제시쇼!!!                                                   |                    |
| 1        | 2020.06.11. | 쎈언니 제시 참교육 하러 온 찐 쎈캐 궁예?!!                                                 | 김영철             |
| 2        | 2020.06.18. | 제시도 인생캐 구함🤣 궁예VS김두한 명배우 김영철의 선택은?                                  | 김영철             |
| 3        | 2020.06.25. | 이런 인터뷰 처음 해봐요 ㅠㅠ 아메리칸 꼰대 제시에게 코리안식 예능 참교육 받고 간 솔라      | 솔라               |
| 4        | 2020.07.02. | You crazy? 욕설 난무하는 제시X말왕의 미친 텐션 인터뷰                                      | 말왕               |
| 5        | 2020.07.09. | 댓글 읽던 제시 극대노🤬 쇼터뷰 위기의 ※중간 평가※                                          |                    |
| 6        | 2020.07.16. | "제띠야앙~" 인간 비타민 오마이걸 승희 애교로 스튜디오 다 디지버짐                          | 승희               |
| 7        | 2020.07.23. | 런닝맨에서 못 보여준 제시X하하 케미 대폭발🔥                                               | 하하               |
| 8        | 2020.07.30. | MC에서 밀려난 제시? 팬미팅에서 '최초 공개' 하는 퀸'제시'의 '눈누난나' 무대                 | 유재필             |
| 9        | 2020.08.06. | 이래서 다 문치 문치 하는구나~ 뉴트로 장인 박문치 쇼터뷰도 싹쓰리 하러 옴                   | 박문치             |
| 10       | 2020.08.13. | 이런 게 찐친 케미지~ 제시 남사친 에릭남 등판! 근데 이 핑크빛 기류 뭐야?                    | 에릭남             |
| 11       | 2020.08.20. | 외박 장인 김종민, 제시와 싹쓰리에 대적할 혼성 그룹 결성하다?                               | 김종민             |
| 12       | 2020.08.27. | 센 언니 제시는 진짜 화를 낼까? 유튜버 진용진이 그것을 알려드림                             | 진용진             |
| 13       | 2020.09.03. | 우주대스타 김희철, 쇼터뷰와 손절각? 광고 때문에 머리까지 자른 썰 풉니다.                   | 김희철             |
| 14       | 2020.09.10. | 가짜사나이 이근대위 쇼터뷰 놀러왔어? 머리부터 발끝까지 이근 파헤치기                       | 이근               |
| 15       | 2020.09.17. | 사연 재질 미쳤네😫 과몰입러 제시와 사랑꾼 던이 해주는 연애상담!                            | 이던               |
| 16       | 2020.09.24. | 백발백중 명리학자 강헌이 풀이한 소름돋는 제시의 사주는?                                    | 강헌               |
| 17       | 2020.10.01. | 퀸와사비 와따 와따~ 매운 맛 작렬 퀸와사비가 악플에 대처하는 방법은?                        | 퀸와사비           |
| 18       | 2020.10.08. | 선미, 연애하느라 24시간이 모자라? 아무도 몰랐던 선미 찐성격 파헤치기                       | 선미               |
| 19       | 2020.10.15. | 싸이랑은 노래만 해! 만능 엔터테이너 임창정, 제시와 할리우드 진출까지?                      | 임창정             |
| 20       | 2020.10.22. | 위 캔 두 잇! 삼진그룹 영어토익반 고아성, 이솜, 박헤수의 쇼!터뷰 나들이                     | 고아성 이솜 박혜수 |
| 21       | 2020.10.29. | 제시, 옥상으로 따라와! 레전드 배우 권상우가 제시를 소환한 이유는?                          | 권상우             |
| 22       | 2020.11.05. | 제시 절친 티파니 쇼터뷰에 뜸🤩 가슴이 웅장해지는 두 절친의 감동 인터뷰                     | 티파니             |
| 23       | 2020.11.12. | 케미요정 배우 이제훈X조우진, 제시 마음까지 '도굴' 하러 옴                                  | 이제훈 조우진      |
| 24       | 2020.11.19. | 국힙 이대로 괜찮은가? 힙합 노부부 넉살X던밀스가 대신 해명합니다.                           | 넉살 던밀스        |
| 25       | 2020.11.26. | 배우 이상엽, 인터뷰 도중 흑화? 제시에게 탈탈 털리고 간 삼겹오빠                            | 이상엽             |
| 26       | 2020.12.03. | ※고막주의※ 와썹맨의 쭈니형과 제시가 뭉쳤다! 본격 고막 힐링 아니죠, 고막 파괴 인터뷰🎤      | 박준형             |
| 27       | 2020.12.10. | 🏆SBS 연예대상 특집 1탄🏆 쇼터뷰 게스트로 유재석 등판? 응 실화야                           | 유재석             |
| 28       | 2020.12.15. | 🏆SBS 연예대상 특집 2탄🏆역대급 오디오 물림으로 제시마저 당황시킨 김구라·서장훈의 입담케미 | 김구라 서장훈      |
| 29       | 2020.12.17. | 🏆2020 SBS 연예대상 특집 3탄🏆 김종국에게 '근손실'이란? 제시가 탈탈 털어 온 그의 속마음!   | 김종국             |
| 30       | 2020.12.24. | 크리스마스엔 역시 쇼!터뷰지🎄 제시의 워너비 커플 하하❤별이 함께 하는 연애상담소!           | 하하 별            |
| 31       | 2020.12.31. | 요원들~ 보고 있나? MC계의 샛별 제시와 최종보스 박미선의 만남!                              | 박미선             |

| EP | 방영일      | 제목 | 게스트                     |
| -- | ----------- | --- | -------------------------- |
| 32 | 2021.01.07. | 요즘 대세 그들이 뭉쳤다! 운동뚱 민경장군과 예능퀸 제시의 HOT한 인터뷰🔥                                   | 김민경                     |
| 33 | 2021.01.14. | 굴젓팀 두둥등장! 머쉬베놈X저스디스X그루비룸, 왜 이리 시끄러운 것이냐                                      | 머쉬베놈 저스디스 그루비룸 |
| 34 | 2021.01.21. | 오늘부터 1일? 연기 아니야? 주원X아이비 커플 해명 부탁드립니다.                                            | 주원 아아비                |
| 35 | 2021.01.28. | 드디어 오셨다 I'm Not Cool로 돌아온 갓현아 😎 근데 이런 것까지 알려준다고?                                | 현아                       |
| 36 | 2021.02.04. | 한류스타 성훈 (feat.양희) 과 함께한 데이투 데이투 첫 데이투! 🎶                                           | 성훈                       |
| 37 | 2021.02.11. | 갓청하 성덕된 썰 푼다! 근데 이제 신곡 뮤비 최초 공개를 곁들인                                             | 청하                       |
| 38 | 2021.02.18. | 민호 is back! 예능 대세 제시에게 호되게 신고식 하고 간 샤이니 민호                                        | 민호                       |
| 39 | 2021.02.25. | 조세호씨 왜 이제 나왔어요? 아기자기의 가지가지하는 인터뷰                                                 | 조세호                     |
| 40 | 2021.03.04. | 쇼터뷰 리뷰하러 왔습니다?! 프리한 장성규의 쇼터뷰 탐방기                                                  | 장성규                     |
| 41 | 2021.03.11. | 세상에서 가장 안전한 오빠 홍석천 인터뷰에서 제시가 급발진한 이유는?                                       | 홍석천                     |
| 42 | 2021.03.17. | '됐다!' 역대급 신곡 <어떤 X>로 돌아온 제시와 랜선 팬사인회 하실 분                                        | 제시                       |
| 43 | 2021.03.25. | 힙합계의 레전드 다이나믹 듀오 인터뷰로 everybody 모두 출석 check!                                         | 다이나믹듀오               |
| 44 | 2021.04.01. | 이 조합 머선 일이고? 달리는 버스에서 제시와 4MC의 티키타카!                                               | 탁재훈 김구라 음문석 규현  |
| 45 | 2021.04.08. | 윈드 타고 쇼터뷰로 찾아온 순얼방음 김재환! 우리 윈드 하고 싶은 거 다 해 ❤                                 | 김재환                     |
| 46 | 2021.04.15. | 이렇게 귀여운 멍뭉이는 못 참지! 쇼터뷰를 해독하러 온 강다니엘                                             | 강다니엘                   |
| 47 | 2021.04.22. | 스킨십 없이 연애 가능? 연애 블랙리스트 김민경, 유민상과 함께 하는 연애상담소!                             | 김민경 유민상              |
| 48 | 2021.04.29. | 사장님 그만 하세요.. 비비(BIBI) 자랑에 진심인 타이거JK                                                    | 비비 타이거JK              |
| 49 | 2021.05.06. | 초심 찾으러 쇼!터뷰로 불어온 완전체 하이라이트의 일짱캡 인터뷰                                            | 하이라이트                 |
| 50 | 2021.05.13. | 어서 와, 이런 인터뷰는 처음이지? 쎈언니 제시와 독설왕 이승철의 마라맛 인터뷰                              | 이승철                     |
| 51 | 2021.05.20. | 홀로서기에 도전한 레드벨벳의 맑음이 조이, 인터뷰 도중 눈물샘 고장나다?                                    | 조이                       |
| 52 | 2021.05.27. | 쇼터뷰에 엠마스톤이? '크루엘라'로 돌아온 엠마 스톤의 스윗한 인터뷰                                        | 엠마스톤                   |
| 53 | 2021.06.03. | 톱 모델 한혜진&이현이 축구에 도전하다! 구척장신 그녀들의 골 때리는 인터뷰                                 | 한혜진 이현이              |
| 54 | 2021.06.10. | 경축🎉 쇼터뷰 1주년! 스브스 사장님의 금일봉까지?                                                          |                            |
| 55 | 2021.06.17. | 완전체로 찾아온 트와이스! 트둥이들 매력에 알콜프리라도 취해 😆💕                                          | 트와이스                   |
| 56 | 2021.06.24. | 음악천재 헨리와 제시의 찐친케미 인터뷰 한번 가보자고~                                                     | 헨리                       |
| 57 | 2021.07.01. | 영화로 탄생한 레전드 웹툰! [샤크 : 더 비기닝] 김민석X위하준X정원창 3인 3색 매력 탐구!                     | 김민석 위하준 정원창       |
| 58 | 2021.07.08. | 서바이벌이 낳은 괴물 (여자) 아이들 소연의 매력 삠삠 (BEAM BEAM) 인터뷰                                    | 소연                       |
| 59 | 2021.07.15. | '펜하는 재미있는 드라마가 아니다?" 펜트하우스 찐단태 온주완이 다 털고 감                                  | 온주완                     |
| 60 | 2021.07.22. | 배드민턴계 레전드 이용대, 올림픽 해설위원 데뷔를 위해 제시와 특훈을?                                      | 이용대                     |
| 61 | 2021.07.29. | 영화 '싱크홀' 홍보하러 왔다가 쇼터뷰에 빠져버린 이광수X김성균X김혜준                                      | 이광수 김성균 김혜준       |
| 62 | 2021.08.05. | 저 세상 꿀보이스 정엽, XX 홍보하러 출연했다고? (ft. 인별그램)                                             | 정엽                       |
| 63 | 2021.08.19. | 자타공인 올타임 레전드 인터뷰 남기고 간 모아들의 LO♡ER TXT                                                | 투모로우바이투게더         |
| 64 | 2021.08.26. | 바람은 신의 인터뷰를 찢어,, 뮤지컬 '원더티켓'의 특급 주인공 윤도현&유회승                                 | 윤도현 유회승              |
| 65 | 2021.09.02. | 민호야 보고있지? 샤이니 만능열쇠 키 X 제시 쇼터뷰 사상 역대급 텐션 인터뷰                                 | 키                         |
| 66 | 2021.09.09. | 여심저격💘🔫작정하고 나타난 영화 '보이스' 주인공 변요한X김무열                                            | 변요한 김무열              |
| 67 | 2021.09.16. | 너무나 많이 사랑한 죄🎶 이홍기는 내 맘에 불지른 방화죄💕ONLY 프리마돈나를 위한 초밀착 라이브 가보자고     | 이홍기                     |
| 68 | 2021.09.23. | 너희가 저세상 마라맛 퍼포먼스돌 에이티즈(ATEEZ)라고? 어서와, 🔥핵매운맛🔥 인터뷰는 처음이지?😏            | 에이티즈                   |
| 69 | 2021.09.30. | ★쇼터뷰 이번엔 JYP 입성★ 제시를 완전 미치게 만든! 출구없는 있지(ITZY)의 컴백 인터뷰!                      | ITZY                       |
| 70 | 2021.10.07. | 🍒인간CHERRY🍒 AB6IX(에이비식스) 우진&대휘! 제시와 소음 돋는 평행이론설? 귀여우니깐 인정😆                | 박우진 이대휘              |
| 71 | 2021.10.14. | 제시 언니, 나 오늘 말리지 마. 제대로 물오른 美친 예능돌 미주의 어나더 텐션 인터뷰!                        | 이미주                     |
| 72 | 2021.10.21. | 제시쇼...이제 그냥 즐기려고요~^^🌟코리안 빅 슈퍼스타🌟 개그계 레전드 컬투쇼 김태균 백과사전 오픈!         | 김태균                     |
| 73 | 2021.10.28. | "놀면뭐하니고정 VS 인기가요 1위" MC민지 인생 최대 위기 봉착한 극한 인터뷰🤣                               | 정준하                     |
| 74 | 2021.11.04. | ✨명품 발라드돌 2AM 완전체 컴백✨ 초심도 찾고 7년 묵혀둔 엔딩포즈도 놓치지 않을 거예요😉                  | 2AM                        |
| 75 | 2021.11.11. | "아빠가 왜 나가?" MZ세대 대표 윤후가 보고있다👀 발라드 듀오 바이브 윤민수X류재현 MZ세대 교감 인터뷰!      | 윤민수 류재현              |
| 76 | 2021.11.18. | 믓찐 언니들 YGX x 제시가 만났다💥 토크도 춤처럼 완급조절이 가능한 일?! 본업왕잘 갓벽 YGX의 대꿀잼 인터뷰! | 리정 여진 예리 이삭 지효   |
| 77 | 2021.11.25. | 👑치명美 퀸화사 귀환👑 화사(HWA SA) x 제시(JESSI) 비비 시스터즈가 뭉쳤다! 이 조합 기다린 사람?🙋          | 화사                       |
| 78 | 2021.12.02. | 딱 보면 알잖아? 케미의 정석 제대로 보여주고 간 위키미키(Weki Meki) 최유정X김도연                          | 최유정 김도연              |
| 79 | 2021.12.09. | 쇼터뷰 최다 출연 하하가 또 쇼!터뷰에? 제시 MC자리 탐하러 온 하하                                          | 하하                       |
| 80 | 2021.12.16. | "죄송합니다. 사실 쇼터뷰가..." 제시&조정식 아나운서가 단독으로 모인 이유는?                               |                            |
| 81 | 2021.12.23. | 2021년 제시의 쇼!터뷰 저세상 진행 하이라이트 편 모아보기                                                  |                            |

| EP | 방영일      | 제목                                                                                          | 게스트           |
| -- | ----------- | --------------------------------------------------------------------------------------------- | ---------------- |
| 82 | 2022.01.13. | 제시의 조력자 조정식 아나운서, 새해 첫 쇼터뷰 게스트 대접 제대로 받고 감 (feat. J6ix)🎤       | 조정식           |
| 83 | 2022.01.20. | 쇼터뷰에 놀이(Play)하러 온 8년차 신인가수 유주(YUJU), 알고보니 준비된 예능천재?               | 유주             |
| 84 | 2022.01.27. | "이제 제시의 틱톡으로 하자" 팔로워 3800만 틱톡커 원정맨 만나고, 제시(JESSI) 틱톡커 전향 선언? | 서원정           |
| 85 | 2022.02.03. | 팀워크 자랑하러 온 에이핑크(Apink), 딜레마 오는 토론 인터뷰로 레전드 찍고 감                  | 에이핑크         |
| 86 | 2022.02.10. | 솔로로 돌아온 SG워너비 미성보컬 장인 김용준, 이렇게 웃길거면 노래까지 잘하지나 말지💘         | 김용준           |
| 87 | 2022.02.17. | 자타공인 팬사랑꾼 원호, 위니 마음 사로잡는 팬사랑 인터뷰 도중 눈물 흘린 사연은?               | 원호             |
| 88 | 2022.02.24. | 13년만에 가수로 컴백한 원조 하이틴 스타 김민종, SM 인물퀴즈 맞히다가 멘붕 온 이유는?          | 김민종           |
| 89 | 2022.03.17. | 여왕벌이 되어 쇼터뷰로 다시 날아온 마마무 솔라, 제시와 찐친케미 폭발한 꿀잼 인터뷰!           | 솔라             |
| 90 | 2022.03.24. | 뉴트로 퀸이 되어 나타난 브레이브걸스, 물 오른 예능감 뽐내고 간 본좌 타이틀 방어전의 결과는?   | 브레이브걸스     |
| 91 | 2022.03.31. | 찾았다! 우리의 찐사랑 오마이걸(OH MY GIRL)💖 쇼터뷰에서 역대급 하이텐션 찍고 간 케미 인터뷰   | 오마이걸         |
| 92 | 2022.04.07. | 위아이(WEi) 토끼센터 김요한, 제시와 찐남매케미 터트리고 간 매력폭발 디저트 인터뷰             | 김요한           |
| 93 | 2022.04.14. | 믿듣보 제시와 라치카가 만났다! 계속 ZOOM IN만 하고 싶은 갓벽한 신곡 쇼케이스                  | 가비 리안 시미즈 |
| 94 | 2022.04.21. | MSG워너비 M.O.M의 KCM과 환불원정대의 은비(JESSI)가 만나서 예능 배틀을 한 사연은?              | KCM              |
| 95 | 2022.04.29. | 초특급 글로벌 게스트 싸이 등판이라니, I like THAT! 거기에 쇼터뷰표 매운맛까지 곁들인...🔥     | 싸이             |

## 5. 여담
제시는 지난 2021년 6월 7일, 《제시의 쇼!터뷰》 1주년 인터뷰를 진행하였다. 
이날 제시는 1주년을 예상하지 못했으며 초반엔 걱정이 많았지만 프로그램이 점점 발전하는 모습을 보고 욕심이 생겼다고 밝혔다.
또, 프로그램의 인기 비결에 대해 '나답게 하는 것'이라고 자신 있게 답했다. 제시는 진행자로서 힘들었던 시기도 밝히며 사실 가끔씩 그만두고 싶을 때가 있었다며 솔직한 면모를 드러내기도 했다.

## 6. 게스트
| EP      | 게스트             | 소개 |
| ------- | ------------------ | --- |
| 1, 2    | 김영철             | 1977년 민예극단에 입단하였고, 1977년 TBC 공채 18기 탤런트로 정식 데뷔한 대한민국의 탤런트, 영화배우이다. 대표작으로는 《태조왕건》, 《야인시대》, 《아이리스》, 《일말의 순정》등이 있다. 2000년대에 들어서 《태조왕건》의 궁예, 《야인시대》의 김두한 역할이 인터넷상에서 패러디화되어 현재까지도 김영철 배우의 대표 캐릭터로 꼽힌다. |
| 3       | 솔라               | 본명은 김용선으로 걸그룹 마마무에서 리더와 메인보컬을 맏고 있는 대한민국 가수이다. 가수 뿐만 아니라 뮤지컬 배우로도 활동하고 있다. 2015년 미니 2집 <Pink Funky> 이후로 모든 마마무 단체 앨범마다 최소 1곡 이상 작사/작곡에 참여하고 있으며 2018년부터는 본인이 단독으로 작사/작곡 한 곡을 앨범에 수록시키는 등 뛰어난 능력을 보여주고 있다. |
| 4       | 말왕               | 대한민국의 인터넷 방송인이다. 다른 헬스 방송과는 달리 신체기능과 운동수행능력을 기르기 위한 기능성 운동을 지향한다. 2017년 1월, 아프리카TV의 공식방송인 《주먹이 운다》에 출전하여 대회 우승을 하면서 운동BJ로 이름을 알리는 계기가 되었다. 《말왕TV》라는 이름으로 유튜브 채널을 운영하고 있고 2022년 6월 11일 기준으로 97.9만명의 구독자를 보유하고 있다. |
| 6       | 승희               | 대한민국의 가수이며 걸그룹 오마이걸의 멤버이다. 2015년 미니 앨범 [OH MY GILR]으로 데뷔했다. 승희는 멤버들 중 연습생 기간이 3개월 정도로 가장 짧다. 그럼에도 불구하고 오랜 노래 경력으로 리드보컬로 활동하고 있다. 《복면가왕》, 《걸스피릿》등 다양한 프로그램에 출연해 노래 실력을 인정받고 있다. 2020년 제27회 KBS 연예대상 쇼 버라이어티 부문 베스트 엔터테이너상을 수상한 이력이 있다.                                                                                              |
| 7 30 79 | 하하               | QUAN 엔터테인먼트 소속의 대한민국 가수이자 방송인이다. 대한민국의 가수 별과 지난 2012년 11월 30일에 결혼해 슬하에 3명의 자녀를 두고 있다. 1995년 솔로 레게 힙합 가수로 데뷔하였고 2001년 레게힙합 랩 그룹 지키리의 보컬리스트 겸 래퍼로 정식 데뷔하였다. 《무한도전》, 《런닝맨》, 《놀면뭐하니?》등 여러 방송에 출연하며 연예계 활동을 하고 있다. 또한, 《제시의 쇼!터뷰》에 가장 많이 출연한 게스트이다.                                                                              |
| 8       | 유재필             | 대한민국의 코미디언 겸 리포터 겸 가수이다. 2015년 SBS 15기 공채 개그맨으로 데뷔하였다. 《웃음을 찾는 사람들》에 출연하였고 《본격연예 한밤》리포터로 활동하기도 했다. 2018년부터는 《인싸되는법》 음반을 내고 직접 작사/작곡에 참여하며 가수로도 활동하고 있다. |
| 9       | 박문치             | 대한민국의 가수 겸 작곡가이다. 2017년 8월 본명 박보민의 명의로 싱글 《울희액이》를 발매하면서 데뷔하였다. 이후 박문치로 활동명을 변경하고, 2018년 6월 싱글 《네 손을 잡고싶어》와 2019년 《널 좋아하고 있어》를 발매하였다. 2020년 6월, 《놀면뭐하니?》에 출연해 네이버 실시간 검색어 1위에 박문치, 2위에 문치가 있을 정도로 화제가 되었다. |
| 10      | 에릭남             | 대한민국에서 활동하는 한국계 미국인 가수이다. 2011년 MBC 《스타 오디션 위대한 탄생 시즌 2》를 통해 가수로 데뷔하게 되었다. 2016년 《우리 결혼했어요》에 솔라와 커플로 출연하였다. 이로 인해 2016년 MBC 방송연예대상 베스트 커플상을 수상했고 2018년 제25회 KBS 연예대상 버라이어티 부문 남자 신인상 수상이력이 있다. |
| 11      | 김종민             | 대한민국의 가수 겸 방송인이다. 3인조 혼성그룹 코요태의 멤버이며 리더, 서브보컬, 메인댄서를 맏고 있으며 2000년 코요태 3집 앨범 [Paaaion]으로 데뷔하였다. 《1박2일》의 원년멤버이며 《미운우리새끼》이외에도 다양한 드라마, 예능에 출연해 많은 관심을 받았다. |
| 12      | 진용진             | 대한민국의 래퍼이자 유튜버이다. 《진용진》이라는 이름의 유튜브 채널을 운영 중이며 2022년 6월 11일 기준 235만명의 구독자를 보유하고 있다. 2019년 초부터 ‘그것을 알려드림’이라는 콘텐츠를 주로 다루고 있으며 2021년 4월부터 5월까지 ‘머니게임’이라는 웹예능을 진행했다. 또한 《거꾸로한진용진》이라는 유튜브 채널에는 일상 영상을 업로드 하고 있다. |
| 13      | 김희철             | SM 엔터테인먼트 소속인 대한민국의 가수이자 탤런트이며 슈퍼주니어의 멤버이다. 2005년 3월 6일, 드라마 《반올림 2》를 통해 데뷔하였다. 슈퍼주니어의 대표적인 히트곡으로는 《Sorry, Sorry》, 《Mr. Simple》등이 있다. 또한, 《주간아이돌》, 《아는형님》, 《미운우리새끼》등 다양한 예능 프로그램에 출연해 활발한 활동을 이어나가고 있다. |
| 14      | 이근               | 대한민국의 군인 출신 윙슈트 플라이어, 군사 안보 컨설턴트 ROKSEAL의 대표인 기업인, 방송인이다. 바지니아 군사대학교를 졸업한 뒤 영주권을 포기하고 대한민국에 돌아와 2007년 해군사관후보생(OCS) 102기 장교로 임관하여 문무대왕함(DDH-976)과 해군 특수전전단(UDT/SEAL)등에서 복무했다. 또한 《강철부대》에 출연했다. |
| 15      | 이던               | 대한민국의 래퍼이다. 보이 그룹 펜타콘과 혼성 그룹 트리플 H의 전 멤버로 펜타곤 내에서 활동당시에 메인래퍼, 보컬을 담당했다. 2016년 10월 10일 큐브엔터테인먼트 소속 보이 그룹 펜타곤으로 미니 1집 《PENTAGON》을 발매하며 데뷔하였다. 그러나 2018년 11월 14일 일련의 사건으로 소속사와 계약 해지를 하게 되며 자연스럽게 그룹에서도 탈퇴하게 되었다. 대한민국의 가수 현아와 2016년 5월부터 현재까지 열애 중이다.                                                                           |
| 16      | 강헌               | 대한민국의 대중음악 평론가이다. 2018년 12월, 제7대 경기문화재단 대표이사로 취임하였다. 단국대학교 대중문화예술대학원 겸임교수이자 한국대중음악연구소의 소장이다. |
| 17      | 퀸와사비           | 대한민국의 래퍼이다. 굿걸에 출연하며 《안녕, 쟈기?》라는 곡으로 큰 주목을 받게 되었다. 인지도가 높은 많은 아티스트들과 콜라보를 진행하였고 《누나와따》, 《까먹었다》뮤비가 100만 뷰를 넘는 등의 활약을 펼치고 있다. |
| 18      | 선미               | 대한민국의 가수이다. 걸그룹 원더걸스의 멤버였으며 원더걸스 활동 당시 포지션은 서브보컬이었지만 2015년 재합류 이후부터는 리드보컬이 되었다. 2007년 2월 13일 싱글음반 《The Wonder Beings》를 발매하여 데뷔하였다. 2013년 8월 26일, 싱글 《24시간이 모자라》가 발매되었다. 2017년 3월, 선미는 JYP엔터테인먼트와의 재계약 대신 메이크어스 엔터테인먼트로 이적했다. |
| 19      | 임창정             | 대한민국의 가수, 배우이다. 1990년 영화 《남부군》에서 단역으로 영화배우 첫 데뷔를 하였으며 1995년 1집 《Rock & Razer Thecno Music》《거짓같은 진실》을 통해서 가수로 데뷔하였다. 임창정은 국내 최정상급의 가창력을 지녔다. |
| 20      | 고아성             | 대한민국의 배우이다. 1997년 길거리 캐스팅을 통해 외환카드 광고 아역 모델로 연예계에 데뷔했다. 이후 2004년 어린이 드라마 《울라불라 블루짱》의 타이틀롤을 맡아 배우로서 정식데뷔했다. 2006년 봉준호 감독의 영화 《괴물》에서 박강두(송강호)의 딸 역을 연기하며 이름을 알렸다. 이후 대한민국영화연기대상 영스타상, 청룡영화상 신인여우상, 디렉터스 컷 시상식 올해의 신인연기자상을 수상하였다.                                                                                            |
| 20      | 이솜               | 대한민국의 배우 겸 모델이다. 2008년 모델로 데뷔해 영화 《맛있는 인생》을 시작으로 2011년 드라마 《화이트 크리스마스》와 영화 《푸른 소금》, 2012년 드라마 《유령》으로 연기자로서 얼굴을 알렸다. 제15회 디렉터스 컷 시상식 올해의 여자신인연기자상을 수상하였다. |
| 20      | 박혜수             | 대한민국의 배우이자 가수이다. 2020년 영화 《삼진그룹 영어토익반》의 심보람 역을 맡아 연기실력이 늘었다는 평을 받았지만 학교폭력 논란으로 사실상 활동을 중단하였다. |
| 21      | 권상우             | 대한민국의 배우이다. 2001년 MBC 드라마 《맛있는 청혼》으로 데뷔하였다. 드라마 《태양속으로》, 《천국의 계단》, 《슬픈 연가》 등으로 큰 인기를 얻었다. |
| 22      | 티파니             | 한국계 미국인 가수이며, 걸그룹 소녀시대의 메인보컬이자 메인래퍼로 2007년 8월에 데뷔하였다. 2016년 5월, 《I Just Wanna Dance》를 발매하며 솔로로 데뷔하였다. |
| 23      | 이제훈             | 대한민국의 배우이다. 2006년 단편영화 《진실 리트머스》로 데뷔하였다. 2011년 영화 《파수꾼》과 《고지전》으로 신인상을 휩쓸며 '괴물 신인'이란 타이틀로 이름을 알리기 시작했다. 2019년 제53회 납세자의 날 모범납세자 대통령표창, 2021년 제12회 대한민국 대중문화예술상 문화체육관광부장관 표창 수상 경력이 있다. |
| 23      | 조우진             | 대한민국의 배우이다. 1999년 데뷔 후 16년의 긴 무명생활을 하다 2015년 《내부자들》에서 조 상무로 출연하며 인지도가 올라가 소속사에 들어가게 되었으며, 그 후 《38 사기동대》, 《도깨비》등 인기드라마에 출연하면서 인지도를 쌓고 있다. |
| 24      | 넉살               | 대한민국의 래퍼이다. 2009년, 팀 ′퓨처헤븐′의 EP앨범을 발표하며 데뷔했다. 2017년 《쇼미더머니 6》에서 준우승을 차지하며 인기를 얻었다. |
| 24      | 던밀스             | 대한민국의 래퍼이다. 본격적으로 데뷔하기 전 ′황마K′라는 이름으로 활동했었다. 2016년 7월 8일 첫 정규 앨범 《미래》를 발표했다. VMC소속인 넉살, ODEE, 딥플로우, 비와이, 제이통, Dok2, 바스코가 참여했다. |
| 25      | 이상엽             | 대한민국의 배우이다. 2007년 KBS 드라마 《행복한 여자》로 데뷔했다. 연기 활동 뿐만 아니라 《미운우리새끼》, 《라디오스타》등 여러 프로그램의 MC를 맡았고 《식스센스》, 《세 얼간이》등 다양한 예능 프로그램에도 출연했다. |
| 26      | 박준형             | 대한민국에서 활동하는 한국계 미국인 가수 겸 방송인이다. 5인조 보이그룹 god의 멤버이며 리더, 메인댄서, 리드래퍼를 맡고있다. 2018년부터 《와썹맨》이라는 유튜브 채널에 출연하여 많은 인기를 얻었다. 1999년 데뷔 당시 30살이었던 만큼 현재 한국 남자 아이돌 가수들 중 최연장자이다. |
| 27      | 유재석             | 대한민국의 방송인, 희극인, MC이다. 1991년, KBS 공채 7기 개그맨으로 데뷔하여 방송 활동을 시작하였으며, 《X맨》,《무한도전》,《해피투게더》,《런닝맨》,《놀면 뭐하니?》,《유 퀴즈 온 더 블럭》,《식스센스》등 다수의 TV 프로그램 진행을 맡았거나 맡고 있다. 대한민국 지상파 방송 방송 3사(KBS, MBC, SBS)와 백상예술대상의 대상을 초오 18회 수상하여 최다 수상 기록을 세웠으며, 2012년 대중문화예술상 국무총리 표창을 받았다.                                                              |
| 28      | 김구라             | 대한민국의 희극인, MC이다. 1993년, SBS 2기 공채 개그맨으로 데뷔했으나 오랜 무명시절을 이어오다가 인터넷 방송을 거쳐 2004년 10월부터 지상파에 출연하였다. 《라디오스타》, 《복면가왕》등 다양한 프로그램에 출연하며 그의 특성이 잘 드러났다. |
| 28      | 서장훈             | 대한민국의 전 농구선수이자 방송인이다. 대한민국 농구계를 대표하는 국보급 센터이자 대한민국 농구 역사에서도 손가락에 꼽히는 선수였다. 은퇴 이후 방송 활동을 시작하여 미스틱엔터테인먼트와 계약을 체결하고 방송인으로서 제2의 삶을 살고있다. |
| 29      | 김종국             | 대한민국의 가수 겸 방송인이다. 3인조 보이그룹 터보에서 리더와 메인보컬을 맡고 있다. 2005년 방송 3사 가요대상을 모두 석권한 경력을 갖고 있는 마지막 통합 가수왕이며, 가요대상과 연예대상을 모두 단독으로 수상한 유일한 인물이다. 1995년부터 2020년대인 지금까지 꾸준한 인기를 이어가고 있으며 현재 《런닝맨》, 《미운우리새끼》등의 예능 프로그램 활동도 하고 있다. |
| 30      | 별                 | 대한민국의 가수이다. 2002년, 정규 1집을 발매하며 데뷔하였다. 하하와 지난 2012년 11월 30일에 결혼해 슬하에 3명의 자녀를 두고 있다. 2022년 《우아힙》이라는 곡으로 마마돌로 데뷔했다. |
| 31      | 박미선             | 대한민국의 희극인 출신 MC이자 연기자, 방송인이다. 백상예술대상의 TV부문 여자 예능상을 3번이나 수상하여 해당 부문 수상 횟수 1위 기록을 보유하고 있다. 현재 《미선임파서블 MISUN:IMPOSSIBLE》유튜브 채널에 출연해 2022년 6월 11일 기준 55.2만명의 구독자를 보유하고 있다. |
| 32      | 김민경             | 대한민국의 희극인 겸 유튜버이다. 2015년부터 《맛있는녀석들》에 유민상, 문세윤과 함께 출연중이다. 2020년 1월 30일 맛있는 녀석들 5주년 기념 기자회견에서 양치승 트레이너와 함께 운동으로 《시켜서 한다 오늘부터 운동뚱》의 주자로 걸려 10주간의 여정을 시작했다. |
| 33      | 머쉬베놈           | 대한민국의 래퍼이다. 2019년 싱글 앨범 《왜 이리 시끄러운 것이냐》을 발매하며 데뷔하였다. 《쇼미더머니 8》에 출연하여 대중의 기억 속에 남게 했다. |
| 33      | 저스디스           | 대한민국의 래퍼 겸 프로듀서이다. 스윙스가 설립한 Indigo Music의 소속 아티스트이다. 2010년, 힙합 프로듀서 Shirosky의 EP 앨범 수록곡인 Peacemaker에 피처링으로 참여를 하며 데뷔했다. 그는 매우 독보적이고 난이도 있는 플로우를 자유자재로 구사해 랩 스킬에 있어서 매우 뛰어난 재능을 보인다. |
| 33      | 그루비룸           | 대한민국의 힙합 프로듀서 팀이다. 규정, 휘민 2명으로 구성되어 있다. 식케이 (Sik-K)가 만든 힙합 크루 YELOWS MOB (옐로우스 몹)에 소속되어 있다. 붐뱁, 트랩 같은 힙합 장르의 곡을 주로 프로듀싱한다. 2017년 한국 힙합 어워즈 올해의 프로듀서상, 2018년 한국 힙합 어워즈 올해의 프로듀서상을 수상한 경력이 있다. |
| 34      | 주원               | 대한민국의 배우이다. 2006년 5인조 혼성 그룹 프리즈의 멤버로 가수로 데뷔하였으나 탈퇴했다. 그 후 2010년 KBS2 수목 드라마 《제빵왕 김탁구》로 정식 데뷔하였다. 이후 《오작교 형제들》(2011)로 백상예술대상 신인상을, 《각시탈》(2012)로 KBS 연기대상 우수상을, 《굿 닥터》(2013)로 KBS 연기대상 최우수상을 수상하며 경력을 쌓았다. 그리고 2015년 《용팔이》로 SBS 연기대상에서 대상을 수상하였다. 드라마, 영화, 뮤지컬 등 다양한 장르의 작품에서 주연을 맡아 다양한 모습을 보여주고 있다. |
| 34      | 아이비             | 대한민국의 가수이자 뮤지컬 배우이다. 2005년 1집 앨범 《My Sweet And Free Day》로 데뷔하였다. 2012년 제18회 한국뮤지컬대상시상식 여우신인상을 수상한 이력이 있다. 2010년부터는 뮤지컬 배우 활동과 가수 활동을 병행하다가 2013년 중반 이후부터 최근까지는 뮤지컬 배우로서 주로 활동하고 있다. |
| 35      | 현아               | 대한민국의 여자 솔로 가수이다. 2007년, JYP 공개 오디션을 통해 원더걸스의 두 번째 멤버로 합류하였고 그룹에서 래퍼를 맡았다. 원더걸스 탈퇴후 2009년 데뷔한 걸그룹 4minute으로 2016년까지 활동했다. 2010년 《Change》로 솔로 데뷔 후 그룹 활동을 꾸준히 하면서 솔로로 앨범 작업을 병행했고, 소속사 동료들과 유닛활동 트러블 메이커, 트리플 H를 겸하기도 했다. 대한민국의 래퍼 이던과 2016년 5월부터 현재까지 열애 중이다.                                                                  |
| 36      | 성훈               | 대한민국의 배우이다. 스탤리온엔터테인먼트에 소속되어 있으며 2011년 SBS 드라마 《신기생뎐》으로 데뷔하였다. 2017년 7월 7일 《나 혼자 산다》 무지개 라이브에 출연하였다. 이후 고정 회원이 되면서 덕분에 MBC 방송연예대상에서 2018년에는 베스트 엔터테이너상을, 2019년에는 우수상, 2020년에는 최우수상까지 수상했다. |
| 37      | 청하               | 대한민국의 여자 솔로 가수이다. PRODUCE 101에 참가하여 최종 4위로 아이오아이로 데뷔하였다. 현재 3세대 아이돌 시장을 대표하는 솔로 가수이자, 여성 솔로 댄스 가수의 대를 이어 가고 있다. 《Roller Coaster》, 《벌써 12시》, 《Snapping》 등 다양한 히트곡을 연이어 배출하며 명실상부 대한민국을 대표하는 솔로 가수 중 한 명으로 인정받았다. |
| 38      | 민호               | 대한민국의 가수 겸 배우로 보이 그룹 샤이니의 메인래퍼, 서브보컬을 맡고 있다. 2010년 11월, KBS2 드라마 스페셜 《피아니스트》를 통해 배우로서 데뷔했다. 다방면의 엔터테이너로서 샤이니 멤버 중 가장 활발한 개인 활동을 펼치고 있어 대중적인 인지도가 가장 높다. |
| 39      | 조세호             | 대한민국의 코미디언 겸 방송인이다. 2001년 11월 SBS 개그 콘테스트에서 대상을 수상하며 SBS 6기로 데뷔했다. 《가족오락관》, 《개그콘서트》, 《해피투게더》, 《무한도전》등 다양한 프로그램에 출연하였다. |
| 40      | 장성규             | 대한민국의 JTBC 아나운서 출신 방송인이다. 《퀴즈 위의 아이돌》, 《꼬꼬무》, 《나의 판타집》등 다양한 프로그램의 진행자로 활동했다. 《워크맨-Workman》이라는 유튜브 채널에 출연해 다양한 직업들을 체험하는 콘텐츠를 진행하고 있다. |
| 41      | 홍석천             | 대한민국의 배우이다. 2000년 9월 26일 당시 대한민국 국내 연예인 최초로 동성애자라는 커밍아웃을 하였다. 1994년 《생방송 TV정보센터》 리포터가 되었으며, 1995년 제4회 KBS 대학개그제로 공식 데뷔, 드라마와 시트콤 등에 출연하였고, 방송 활동 외에도 연극, 뮤지컬에도 출연하였으며 1996년부터는 MBC 공채 탤런트로 정식 데뷔했다. |
| 42, 93  | 제시               | 대한민국에서 활동하는 한국계 미국인 가수이자 래퍼이다. 미국 뉴욕에서 태어나고 뉴저지 주에서 자랐기 때문에 한국어와 한국 문화에는 다소 서투르다. 2005년 업타운 싱글 앨범 [Get Up]으로 데뷔하였다. 《언니들의 슬램덩크》, 《식스센스》, 《언프리티 랩스타》등 다양한 프로그램에 출연하였다. 《제시의 쇼!터뷰》라는 유튜브 채널의 MC로 2020년 6월 4일부터 2022년 4월 29일까지 활동하였다.                                                                                                  |
| 43      | 다이나믹듀오       | 대한민국의 2인조 힙합 그룹이다. 최자와 개코로 이루어져 있으며 2004년 1집 앨범 [Taxi Driver]으로 데뷔하였다. |
| 44      | 탁재훈             | 대한민국의 가수, 배우, 방송인, MC이다. 솔로 가수로 데뷔했지만 활약은 많이 하지 못했고, 이후에 신정환과 컨츄리꼬꼬로 함께 하면서부터 본격적으로 많은 인기를 얻었다. |
| 44      | 김구라             | 대한민국의 코미디언, 방송인, MC이다. 1993년 SBS 2기 공채 개그맨으로 데뷔 후 무명 생활을 이어오다가, 인터넷 방송을 거쳐 2004년 10월부터 지상파에 진출했다. |
| 44      | 음문석             | 대한민국의 가수, 배우, 영화감독이다. 2005년 정규 1집 앨범 'SIC'로 데뷔하였다. |
| 44      | 규현               | 대한민국의 가수, 방송인, 뮤지컬 배우이다. 보이그룹 슈퍼주니어의 멤버이며, 팀내 막내와 메인보컬을 맡고 있다. 현재는 슈퍼주니어의 활동 모습 뿐만 아니라 예능인, 발라더, 뮤지컬 배우 등의 다양한 활동들을 하고 있다. |
| 45      | 김재환             | 대한민국의 가수이다. 《PRODUCE 101 시즌2》에서 최종 4위에 오르면서 Wanna One의 메인보컬로 1년 6개월 간 활동했다. 2019년 5월 20일 첫 솔로 앨범을 발매하며 솔로 가수로서 활동을 시작했다. |
| 46      | 강다니엘           | 대한민국의 가수이다. 2017년 Mnet에서 방영한 《PRODUCE 101 시즌 2》에서 최종 1위에 오르면서 그룹 워너원으로 2017년 8월 7일에 데뷔하였다. 2019년 7월 25일 솔로로 데뷔하여 현재 솔로 가수로서 활약하고 있다. |
| 47      | 김민경             | 대한민국의 코미디언이다. 2008년에 공채에 합격해 개그우먼의 길을 이어나가게 되었다. 2015년부터 김준현(2021년 하차), 유민상, 문세윤과 함께 《맛있는 녀석들》에 출연중이다. |
| 47      | 유민상             | 대한민국의 코미디언이다. 2004년 1월 1일 KBS 20기 공채 개그맨으로 정식 데뷔하였다. 《개그콘서트》, 《맛있는 녀석들》, 《두시탈출 컬투쇼》등 다양한 프로그램에 출연해 활동을 이어나가고 있다. |
| 48      | 비비               | 대한민국의 R&B 가수이다. ‘비비(BIBI)’의 풀네임은 Naked BIBI이다. 발가벗은 아이처럼 순수하고 날 것의 매력을 보여주고 싶다는 의미이다. 2017년 노래 《타이거JK, 윤미래 - Ghood Family》를 피처링하며 데뷔하였다. |
| 48      | 타이거JK           | 대한민국에서 활동하는 한국계 미국인 래퍼이며, 드렁큰 타이거의 전 멤버이다. 현재는 MFBTY의 멤버이다. 1999년 드렁큰 타이거 1집 앨범 [Year of The Tiger]로 데뷔하였다. |
| 49      | 하이라이트         | 대한민국의 4인조 보이 그룹으로, 비스트 멤버였던 윤두준, 양요섭, 이기광, 손동운으로 구성되어 있다. 비스트에서 하이라이트로 그룹명 교체 후, 2017년 3월 20일 앨범 《Can You Feel It?》의 타이틀곡 《얼굴 찌푸리지 말아요》로 데뷔했다. |
| 50      | 이승철             | 대한민국의 가수이자 부활의 전 멤버이다. 1986년 부활 1집 앨범 [부활 Vol.1]으로 데뷔하였다. 한국 대중 가요계에서 거의 드물게 돋보이는 테크닉을 구사했던 보컬 테크닉의 선구자적 보컬 리스트라 할 수 있다. |
| 51      | 조이               | SM엔터테인먼트 소속 5인조 걸그룹 레드벨벳의 멤버이다. 그룹에서 서브보컬, 리드래퍼를 맡고 있다. 《슬기로운 의사생활》의 OST인 《좋은 사람 있으면 소개시켜줘》를 부르면서 많은 사랑을 받았다. 2021년 5월 31일 리메이크 앨범 《안녕 (Hello)》을 발매하면서 웬디에 이어 레드벨벳에서 두번째로 솔로 데뷔를 하게 되었다. |
| 52      | 엠마스톤           | 미국의 배우이다. 2005년 드라마 'The New Partridge Family'으로 데뷔하였다. 영화 《슈퍼배드》로 영화계에 데뷔하여 유명해지기 시작했다. 2015년에 세계에서 가장 높은 개런티를 받는 여성 배우 중 한 명인 엠마스톤은 그녀의 세대 중에서 재능 있는 여성 배우로 미디어에서 일컬어지며, 2013년 포브스 셀러브리티 100에 올랐다. |
| 53      | 한혜진             | 대한민국의 모델 겸 방송인이다. 1999년 SBS 99 한국 슈퍼엘리트모델 선발대회에 지원한 것을 계기로 모델활동을 시작했다. 1999년 제2회 서울국제패션컬렉션(SIFAC) 모델로 데뷔하였다. 《나 혼자 산다》, 《골 때리는 그녀들》등 여러 프로그램에 출연하며 활동을 이어나가고 있다. |
| 53      | 이현이             | 대한민국의 모델 겸 방송인이다. 2005년 한중 슈퍼모델 선발대회로 데뷔했다. 《이현이의 현이로그》라는 유튜브 채널도 운영중이다. |
| 55      | 트와이스           | JYP엔터테인먼트 소속의 9인조 다국적 그룹이다. 2015년 10월 20일, 미니 1집 《THE STORY BEGINS》로 데뷔했고, 한국인 5명, 일본인 3명, 대만인 1명으로 구성되어 있다. TWICE의 멤버는 2015년 5월 5일부터 7월 7일까지 약 2달 간 엠넷에서 방영된 서바이벌 프로그램 SIXTEEN에서 선발되었다. 《TT》, 《CHEER UP》, 《Likey》등 많은 노래가 인기를 얻었다. |
| 56      | 헨리               | 대한민국을 중심으로 활동중인 홍콩계 캐나다인으로 대중음악인이다. 또한 슈퍼주니어-M의 메인 댄서, 리드보컬이었다. 언어 천재라는 타이틀을 가지고 있으며 여러 악기들을 다룰 수 있는 천재적인 면모를 드러낸다. |
| 57      | 김민석             | 대한민국의 배우이다. 리스펙트엔터테인먼트에 소속되어 있다. tvN 드라마 《닥치고 꽃미남 밴드》로 데뷔했다. 《태양의 후예》, 《닥터스》, 《피고인》등 히트작에 출연하는 행보를 보였고, 닥터스에서의 연기로 제53회 백상예술대상에서 TV부문 신인연기상을 수상했다. |
| 57      | 위하준             | 대한민국의 배우이다. 2015년 영화 《차이나타운》으로 데뷔하였다. 《곤지암》, 《샤크 : 더 비기닝》, 《18어게인》, 《오징어게임》등 다수의 영화, 드라마에 출연하였다. |
| 57      | 정원창             | 대한민국의 배우이다. 2009년 연극 《모두들 나를 쳐다보고 있었다》로 데뷔하였다. 영화 《샤크 : 더 비기닝》, 《극한직업》, 《내안의 그놈》, 드라마 《경이로운 소문》, 《그녀의 사생활》, 《욱씨남정기》등 다수의 작품에 출연하였다. |
| 58      | 소연               | 대한민국의 걸 그룹 (여자)아이들의 리더, 메인래퍼를 맡고 있다. 2014년 큐브 엔터테인먼트에서 연습생 생활을 시작했다. 데뷔 전 《프로듀스 101》, 《언프리티 랩스타 3》에 출연하였다. 2018년 5월 2일에 (여자)아이들로 데뷔하였다. |
| 59      | 온주완             | 대한민국의 배우이다. 2002년 드라마 《야인시대》에서 일본인 학생 역할로 처음 브라운관에 데뷔하였다. 2021년 SBS 드라마 《펜트하우스》에 백준기로 합류하면서 배우 인생의 터닝포인트를 찍게 되었다. |
| 60      | 이용대             | 대한민국의 배드민턴 선수이다. 현재 요넥스코리아 배드민턴단에서 플레잉코치를 맡고 있다. 2008 베이징 올림픽 혼합복식 금메달리스트, 2012 런던 올림픽 남자복식 동메달리스트, 2014 인천 아시안 게임 단체전 금메달/남자복식 은메달리스트다. |
| 61      | 이광수             | 대한민국의 배우, 방송인, 모델이다. 2008년 10월 드라마 《그 분이 오신다》로 데뷔하였지만, 《지붕뚫고 하이킥》, 《런닝맨》을 통해 유명해지기 시작했다. |
| 61      | 김성균             | 대한민국의 배우이다. 《응답하라 1988》, 《미안해 사랑해 고마워》, 《싱크홀》, 《응답하라 1944》등의 작품에 출연하였다. |
| 61      | 김혜준             | 대한민국의 배우이다. 2015년, 웹 드라마 《대세는 백합》으로 데뷔했다. 영화 《싱크홀》, 《변신》, 드라마 《낭만닥터김사부》, 《킹덤1》, 《킹덤2》등의 작품에 출연하였다. |
| 62      | 정엽               | 대한민국의 가수이다. 4인조 보컬 그룹 브라운 아이드 소울의 리더이다. 2003년 브라운 아이드 소울 1집 앨범 [Soul Free]로 데뷔하였다. 2007년 콘서트 때 부른 Nothing Better 라이브 영상이 인터넷에서 유명해지면서 인기와 인지도를 쌓게 되었다. |
| 63      | 투모로우바이투게더 | 2019년 3월 4일에 데뷔한 대한민국 빅히트 뮤직 소속의 5인조 보이 그룹이다. '투모로우바이투게더'라는 그룹명은 서로 다른 너와 내가 하나의 꿈으로 모여 함께 내일을 만들어간다는 의미를 가지고 있다. 'TXT'(투바투)는 본래 이름 'TOMORROW X TOGETHER'의 준말이다. |
| 64      | 윤도현             | 대한민국의 록 음악 가수, 록밴드 YB의 보컬과 리더이자 뮤지컬 배우, 방송인이다. 가창력과 대중성 둘 다 인정받는 보컬리스트로 평가 받고 있다. |
| 64      | 유회승             | 대한민국의 가수이다. 2017년 《프로듀스 101 시즌 2》에 참가하였으며, 탈락 후 엔플라잉 멤버로 합류하였고 현재 대한민국 보이 그룹 엔플라잉의 메인보컬을 맏고 있다. |
| 65      | 키                 | 대한민국의 가수, 뮤지컬 배우이다. SM엔터테인먼트 소속 보이 그룹 샤이니의 멤버이다. 현재 tvN의 예능 프로그램 《놀라운 토요일》에 출연하고 있다. |
| 66      | 변요한             | 대한민국의 배우이다. 2014년 tvN 드라마 《미생》에서 한석율 역으로 능청스러운 캐릭터를 완벽히 소화하며 호평을 받았고 대중에게 알려지기 시작했다. 이후 《당신, 거기 있어줄래요》, 《육룡이 나르샤》, 《미스터 션샤인》등의 작품에 출연하였다. |
| 66      | 김무열             | 대한민국의 배우이다. 2007년 제1회 대구국제뮤지컬페스티벌 신인상, 2009년 제15회 한국뮤지컬대상 남우주연상 등의 수상이력이 있다. |
| 67      | 이홍기             | 대한민국의 가수이자 배우이다. 보이 밴드 FT아일랜드의 메인 보컬을 맡고 있다. 2002년에 아역 배우로 데뷔했으며 가수로 데뷔한 후에도 드라마 《미남이시네요》 등에 출연한 것을 시작으로 현재까지도 가수와 배우를 병행하고 있다. |
| 68      | 에이티즈           | 2018년 10월 24일에 데뷔한 대한민국의 KQ 엔터테인먼트 소속 8인조 보이 그룹이다. 그룹명인 에이티즈(ATEEZ)는 'A TEEnage Z' 로, '10대들의 모든 것'이라는 의미를 담고 있다. 데뷔 전부터 퍼포먼스적으로 눈길을 끈 그룹으로, 현재 글로벌 퍼포먼스 아이돌로 많은 이들의 관심을 받고 있다. 《킹덤: 레전더리 워》로 국내 인지도가 높아졌다. |
| 69      | ITZY               | 2019년 2월 12일에 데뷔한 대한민국 JYP 엔터테인먼트 소속의 5인조 걸 그룹이다. '있지'라고 읽으며 ‘너희가 원하는 거 전부 있지? 있지!’ 하는 뜻을 가지고 있다. |
| 70      | 박우진             | 대한민국의 가수이다. 2017년, 《프로듀스 101 시즌2》에서 최종 6위를 차지하여 워너원의 멤버가 되었다. 1년 반의 워너원 활동을 마치고, 2019년 5월 22일, 4인조 보이그룹 AB6IX로 데뷔했다. 팀 내에서 메인래퍼와 메인댄서를 맡고 있다. |
| 70      | 이대휘             | 대한민국의 가수이다. 2017년, 《프로듀스 101 시즌2》에서 최종 3위를 차지하여 워너원의 멤버가 되었다. 1년 반의 워너원 활동을 마치고, 2019년 5월 22일, 4인조 보이그룹 AB6IX로 데뷔했다. 팀 내에서 메인 프로듀서이자 리드보컬을 맡고있다. |
| 71      | 이미주             | 대한민국의 가수이다. 걸 그룹 러블리즈의 서브보컬과 메인댄서를 맡았었다. 2018년 이후로 여러 예능 프로그램에 고정 출연하는 등 예능인으로서의 인지도를 높여가고 있다. |
| 72      | 김태균             | 대한민국의 개그맨 출신 방송인, 가수이다. 1994년 MBC 5기 공채 개그맨으로 데뷔하였다. 《두시탈출 컬투쇼》로 많은 인기를 얻었다. |
| 73      | 정준하             | 대한민국의 코미디언, 방송인, MC, 영화배우, 뮤지컬 배우, 가수, 사업가이다. 1995년 MBC '테마극장'으로 데뷔하였다. 《무한도전》, 《고등래퍼》, 《거침없이 하이킥》등 다수의 프로그램에 출연하였다. |
| 74      | 2AM                | 대한민국의 4인조 남성 음악 그룹으로, 조권, 이창민, 임슬옹, 정진운으로 구성되어 있다. 2AM은 깨어 있는 시간이라면 하루를 돌아보고 그 날의 감정을 다시 생각하는 시간인 오전 2시가 가진 함축적인 의미를 담고 있다. 2008년 싱글 앨범 《이노래》로 데뷔하였다. |
| 75      | 윤민수             | 대한민국의 가수이고 그룹 바이브의 멤버이다. 1998년 R&B 보컬 그룹 포맨(1기)으로 데뷔했다. 《일밤 - 나는 가수다》, 《일밤 - 아빠! 어디가?》, 《히든싱어》등 여러 프로그램에 출연하였다. |
| 75      | 류재현             | 대한민국의 가수이고 그룹 바이브의 멤버이다. 2002년 바이브 1집 《Afterglow》으로 데뷔하였다. 바이브의 《술이야》, 《그 남자 그 여자》, F.T 아일랜드의 《사랑앓이》씨야 《구두》, SG워너비의 《살다가》 등 자신이 작곡한 곡들이 히트하였다. |
| 76      | 리정               | 대한민국의 안무가, 댄서이다. 댄스 크루 YGX NWX에 소속되어 있으며, 댄스팀 저스트 저크(Just Jerk) 1세대 출신으로 엠넷의 댄스 경연 프로그램 《스트릿 우먼 파이터》에 출연해 이름을 알렸다. 또한 리정은 청하의 'Bicycle', ITZY의 워너비등 안무를 비롯해 다양한 춤을 만들었다. |
| 76      | 여진               | 대한민국의 댄서이다. 댄스 크루 YGX NWX에 소속되어 있다. |
| 76      | 예리               | 대한민국의 댄서이다. 댄스 크루 YGX NWX에 소속되어 있다. |
| 76      | 이삭               | 대한민국의 댄서이다. 댄스 크루 YGX NWX에 소속되어 있다. |
| 76      | 지효               | 대한민국의 댄서이다. 댄스 크루 YGX NWX에 소속되어 있다. |
| 77      | 화사               | 대한민국의 가수이다. 걸 그룹 마마무의 멤버이며, 보컬과 랩을 담당하고 있다. 가수 활동 뿐만 아니라 《나 혼자 산다》, 《놀면 뭐하니?》, 《복면가왕》등 다양한 프로그램에도 출연하였다. |
| 78      | 최유정             | 대한민국의 가수이다. 《PRODUCE 101》에 출연하여 최종순위 11명 중, 3등으로 걸 그룹 I.O.I의 멤버가 되었다. 현재 걸 그룹 위키미키의 멤버이자 메인래퍼, 메인댄서를 맡고있다. |
| 78      | 김도연             | 대한민국의 가수 겸 패션 모델이다. 《PRODUCE 101》에 출연하여 최종순위 11명 중, 8등으로 걸 그룹 I.O.I의 멤버가 되었다. 현재는 2017년 데뷔한 판타지오 소속의 걸 그룹 위키미키의 멤버이자 리드보컬을 맡고 있다. |
| 82      | 조정식             | 대한민국 SBS 아나운서이다. 2012년 SBS 공채 18기로 입사했다. SBS 파워FM 라디오에서 조정식의 사운드 오브 뮤직으로 처음 메인 DJ를 맡았다. 2020년 6월 4일부터 시작한 SBS 모비딕 유튜브 채널 코너 중 하나인 《제시의 쇼!터뷰》에 종종 출연한다. |
| 83      | 유주               | 대한민국의 가수로, 걸 그룹 여자친구의 멤버이자 메인보컬을 맡았다. 가수 활동 뿐만 아니라 《복면가왕》, 《대한 외국인》, 《비디오 스타》등 여러 프로그램에도 출연하였다. |
| 84      | 서원정             | 대한민국의 온라인콘텐츠창작자이다. 주로 틱톡, 인스타그램, 유튜브에서 활동한다. 틱톡에서 ‘원정맨’이라는 이름으로 1년 반만에 4060만 명의 팔로워를 확보했다. |
| 85      | 에이핑크           | IST 엔터테인먼트 소속에서 활동하고 있는 대한민국의 5인조 걸 그룹이다. 2011년 7인조로 데뷔하였으나, 2013년 4월에 홍유경이 탈퇴하여 6인조로 재편되었으며, 2022년 4월에 손나은이 탈퇴하여 5인조로 재편되었다. 2011년 EP 앨범 [Seven Springs of Apink]으로 데뷔하였다. |
| 86      | 김용준             | 대한민국의 남성 3인조 그룹 SG 워너비의 서브보컬 겸 리더다. 2004년 SG워너비 1집 앨범 [Wanna Be+]로 데뷔하였다. |
| 87      | 원호               | 대한민국의 대중음악인으로, 보이 그룹 몬스타엑스의 전 멤버이자 보컬리스트이다. 몬스타엑스 탈퇴 이후, 스타쉽엔터테인먼트 산하 레이블 하이라인엔터테인먼트와 전속계약을 체결하고 솔로 가수 및 프로듀서로 활동하게 되었다. |
| 88      | 김민종             | 대한민국의 배우 겸 가수이다. 1988년 영화 《아스팔트 위의 동키호테》로 데뷔했고 1989년 영화 《행복은 성적순이 아니잖아요》로 처음 주목을 받기 시작했다. 1990년대를 대표하는 만능엔터테이너로서 가수뿐만 아니라 배우로서 최고의 인기를 자랑했다. |
| 89      | 솔라               | 대한민국의 4인조 걸 그룹 마마무의 리더이자 보컬을 담당하는 멤버이다. 최근에는 뮤지컬 배우로도 활동하고 있다. 2014년 디지털 싱글 앨범 [행복하지마]로 데뷔하였다. |
| 90      | 브레이브걸스       | 대한민국의 4인조 걸 그룹으로 브레이브 엔터테인먼트 소속이다. 2017년에 발매한 싱글 음반인 《Rollin》이 2021년에 역주행을 하면서 인터넷상에서 화제가 되어, 2021년 3월 14일에 2017년에 발매한 노래 《Rollin》으로 데뷔 5년 만에 SBS 인기가요에서 첫 1위를 차지하였다. |
| 91      | 오마이걸           | 대한민국의 6인조 걸 그룹이다. 2015년 4월 21일 미니 앨범 [OH MY GIRL]로 데뷔하였고 팬덤명은 ‘기적’이라는 뜻의 미라클이다. 데뷔 초에는 다른 걸그룹과 비슷한 콘셉트로 데뷔했으나 이후 끝없이 다양한 콘셉트를 소화하면서 자신들만의 아이덴티티인 청순몽환 콘셉트의 이미지를 얻었다. |
| 92      | 김요한             | 대한민국의 가수이자 배우로 보이 그룹 위아이의 멤버이며 대한민국의 보이 그룹 X1의 멤버였다. 2019년 5월부터 엠넷에서 주관하는 보이그룹 서바이벌 오디션 《프로듀스 X 101》에 참가했다. 2019년 7월 19일, 데뷔 멤버를 결정짓는 최종 순위 발표식에서 1등을 하여 보이 그룹 X1으로 데뷔하였다. |
| 93      | 가비               | 대한민국의 안무가, 댄서이다. 댄스 크루 라치카의 리더이며, 엠넷의 댄스 경연 프로그램 《스트릿 우먼 파이터》을 통해 이름을 알렸다. |
| 93      | 리안               | 대한민국의 안무가, 댄서, 댄스트레이너, 유튜버, 사업가, 배우이다. 댄스 크루 라치카 소속이다. |
| 93      | 시미즈             | 대한민국의 댄서이다. 가수 청하의 안무 창작 및 백업 댄서로도 유명한 댄스 크루 라치카 소속으로 활동하고 있다. |
| 94      | KCM                | 대한민국의 가수이다. 2004년 1집 앨범 [Beautiful Mind]로 데뷔하였다. 원래는 B-Boy도 했을 정도로 뛰어난 춤 실력과 노래 실력을 가지고 있다. |
| 95      | 싸이               | 대한민국의 가수 겸 래퍼, 음악 프로듀서이다. 싸이는 데뷔 이전 1999년 조PD 2집 《In Stardom Version 2.0》에 참여하였고, 2001년 첫 정규앨범 《PSY From The Psycho World!》로 정식 데뷔하였다. 2012년에는 자신의 히트 곡인 〈강남스타일〉의 유머러스한 뮤직 비디오와 무대 공연이 대한민국을 넘어서 국제적으로 유명세를 탔다. |